# Sebastian Matte
Sebastian Matte (nid. Sebastiaan Matte) – był jednym z przywódców rewolty ikonoklastów w Niderlandach w 1566 roku. Z zawodu był kapelusznikiem, a we wczesnej młodości został mnichem, potem przeszedł na kalwinizm i został kaznodzieją protestanckim. Wygnany do Anglii, powrócił do Niderlandów i zaczął głosić swoje nauki. 1 sierpnia 1566 roku planował na czele uzbrojonej grupy liczącej około dwóch tysięcy ludzi przejąć władzę w miasteczku Veurne, jego plan nie powiódł się. Jednak już 10 sierpnia 1566 roku w Steenvoorde jego kazanie pobudziło tłum do plądrowania kościołów pod hasłami kalwinizmu, a przede wszystkim zakazu czczenia obrazów i posągów świętych. Tłum na czele z Jacobem de Buysere wdarł się do pobliskiego klasztoru św. Wawrzyńca i zniszczył w jego kaplicy posągi i obrazy przedstawiające świętych, a także naczynia liturgiczne. Był to początek trwającego kilka tygodni buntu obrazoburców.